# Nature Cat
Nature Cat este un serial de televiziune animat americano-canadian creat și produs de Spiffy Pictures, WTTW și 9 Story Media Group pentru PBS Kids. A avut premiera pe 25 noiembrie 2015. Dar acest serial nu a fost dublat în limba română datorită conținutului neadecvat, sub titlul Pisica naturii sau Natura Pisică.

## Distribuție
- Taran Killam[1] ca Nature Cat
- Bobby Moynihan ca Hal
- Kate McKinnon ca Squeeks
- Kate Micucci ca Daisy
- Kenan Thompson în sezonul 1 și Chris Knowings în sezonul 2 ca Ronald